# Bailleau-Armenonville
Pour les articles homonymes, voir Armenonville.
Bailleau-Armenonville est une commune française située dans le département d'Eure-et-Loir, en région Centre-Val de Loire.
Ses habitants s'appellent les Baillarmois.

## Géographie

### Situation
La commune se situe entre Chartres (18 km) et Rambouillet (22 km).

Situation géographique
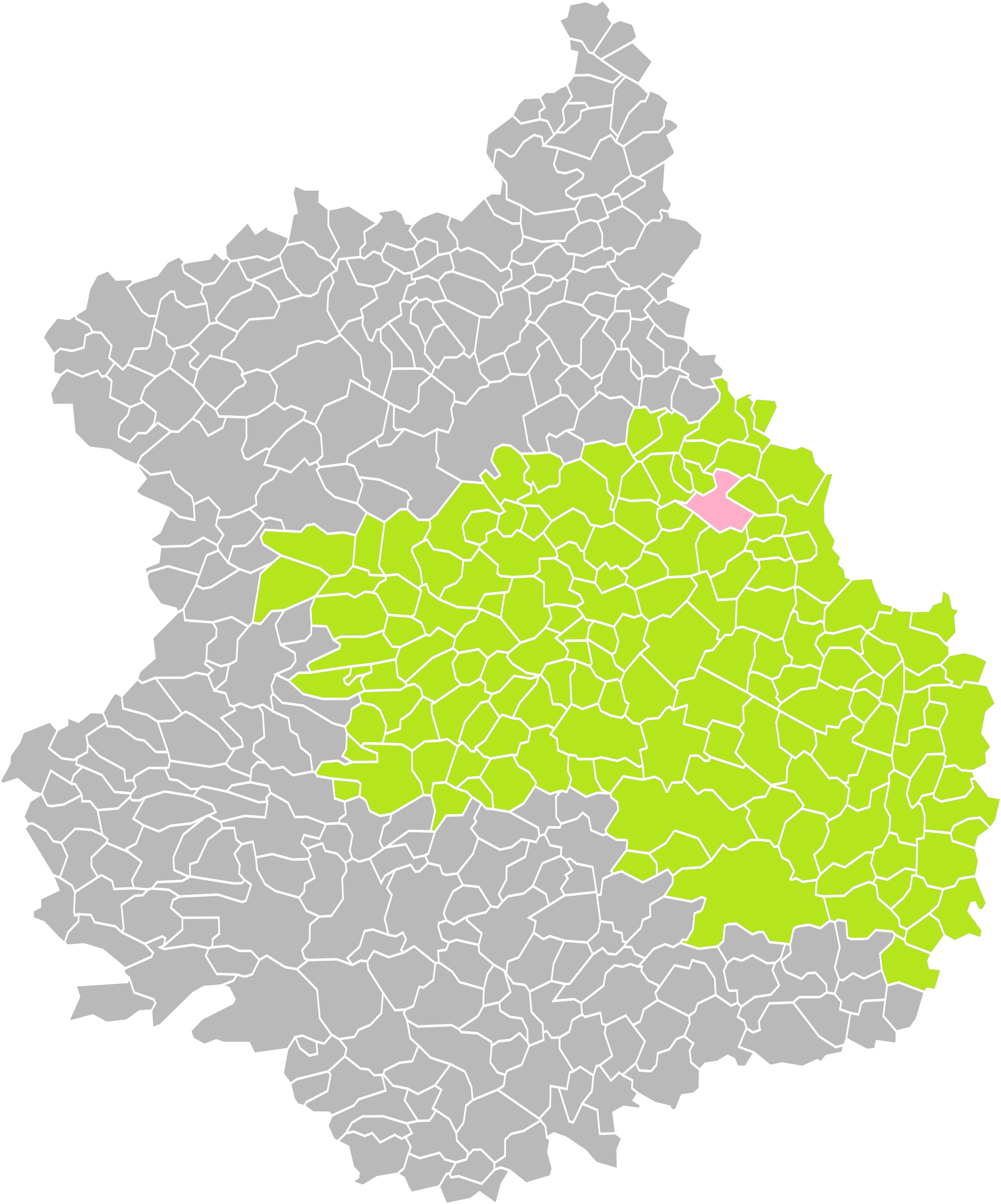
Bailleau-Armenonville dans son arrondissement.
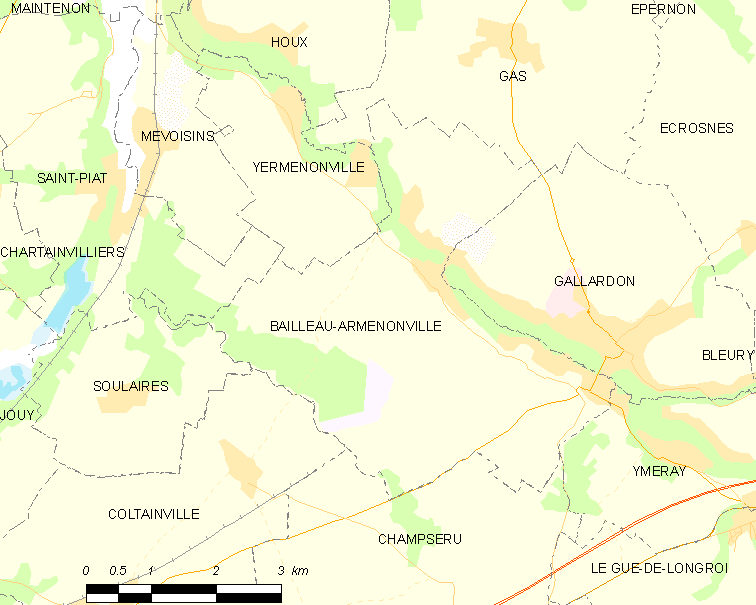
Carte de la commune de Bailleau-Armenonville.

### Communes limitrophes
| Yermenonville Saint-Piat | Gas                   |           |
| Soulaires                | Bailleau-Armenonville | Gallardon |
| Coltainville             | Champseru             | Ymeray    |

### Anciens villages et hameaux
- Bailleau-sous-Gallardon
- Armenonville-les-Gâtineaux
- Baillolet
- Pont-sous-Gallardon
- Harleville

### Transports

#### Réseau ferroviaire

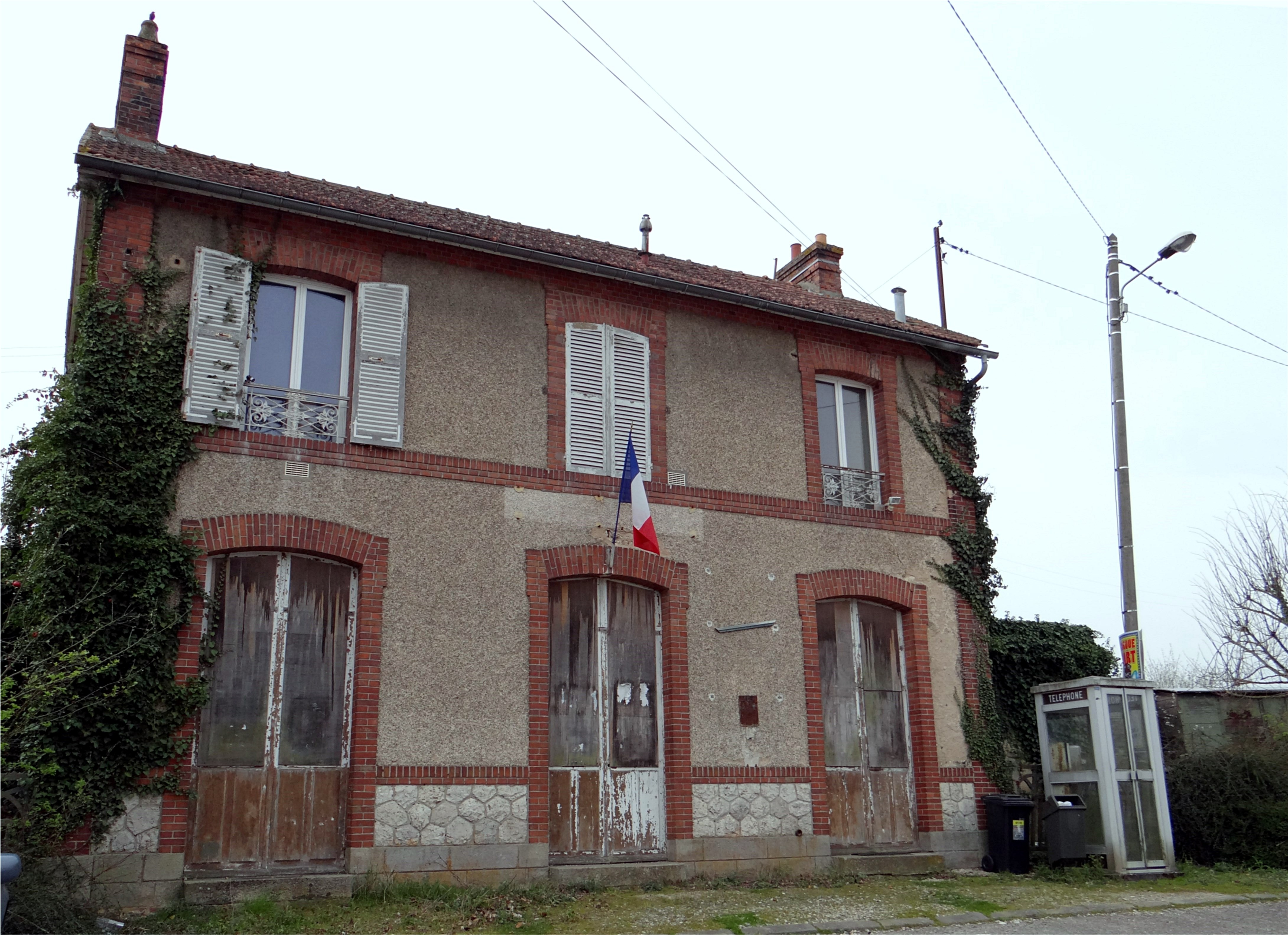
L'ancienne gare "Gallardon-Pont", aujourd'hui départ du vélo-rail.

Les lignes de chemin de fer Auneau-Maintenon-Dreux, puis Paris-Chartres par Gallardon ont fonctionné pour le trafic voyageur jusqu'en 1939, puis uniquement pour le fret après 1945.
- Pont-sous-Gallardon, « Gallardon-Pont » en terminologie ferroviaire, était la gare de jonction des deux lignes.
- Bailleau-sous-Gallardon était un arrêt de la ligne d'Auneau-Ville à Dreux passant par Maintenon.

### Climat
Pour des articles plus généraux, voir Climat du Centre-Val de Loire et Climat d'Eure-et-Loir.
En 2010, le climat de la commune est de type climat océanique dégradé des plaines du Centre et du Nord, selon une étude du CNRS s'appuyant sur une série de données couvrant la période 1971-2000. En 2020, Météo-France publie une typologie des climats de la France métropolitaine dans laquelle la commune est exposée à un climat océanique altéré et est dans la région climatique  Sud-ouest du bassin Parisien, caractérisée par une faible pluviométrie, notamment au printemps (120 à 150 mm) et un hiver froid (3,5 °C). 
Pour la période 1971-2000, la température annuelle moyenne est de 10,7 °C, avec une amplitude thermique annuelle de 14,9 °C. Le cumul annuel moyen de précipitations est de 609 mm, avec 10,7 jours de précipitations en janvier et 7,8 jours en juillet. Pour la période 1991-2020, la température moyenne annuelle observée sur la station météorologique de Météo-France la plus proche, sur la commune de Houx à 4 km à vol d'oiseau, est de 11,2 °C et le cumul annuel moyen de précipitations est de 622,1 mm,. Pour l'avenir, les paramètres climatiques de la commune estimés pour 2050 selon différents scénarios d'émission de gaz à effet de serre sont consultables sur un site dédié publié par Météo-France en novembre 2022.

## Urbanisme

### Typologie
Au 1er janvier 2024, Bailleau-Armenonville est catégorisée commune rurale à habitat dispersé, selon la nouvelle grille communale de densité à 7 niveaux définie par l'Insee en 2022.
Elle appartient à l'unité urbaine de Gallardon, une agglomération intra-départementale dont elle est une commune de la banlieue,. Par ailleurs la commune fait partie de l'aire d'attraction de Paris, dont elle est une commune de la couronne,. 

### Occupation des sols
L'occupation des sols de la commune, telle qu'elle ressort de la base de données européenne d’occupation biophysique des sols Corine Land Cover (CLC), est marquée par l'importance des territoires agricoles (75,4 % en 2018), une proportion sensiblement équivalente à celle de 1990 (75,5 %). La répartition détaillée en 2018 est la suivante : 
terres arables (74,2 %), forêts (15,6 %), zones urbanisées (6,6 %), espaces verts artificialisés, non agricoles (2,4 %), zones agricoles hétérogènes (1,2 %). L'évolution de l’occupation des sols de la commune et de ses infrastructures peut être observée sur les différentes représentations cartographiques du territoire : la carte de Cassini (XVIIIe siècle), la carte d'état-major (1820-1866) et les cartes ou photos aériennes de l'IGN pour la période actuelle (1950 à aujourd'hui).

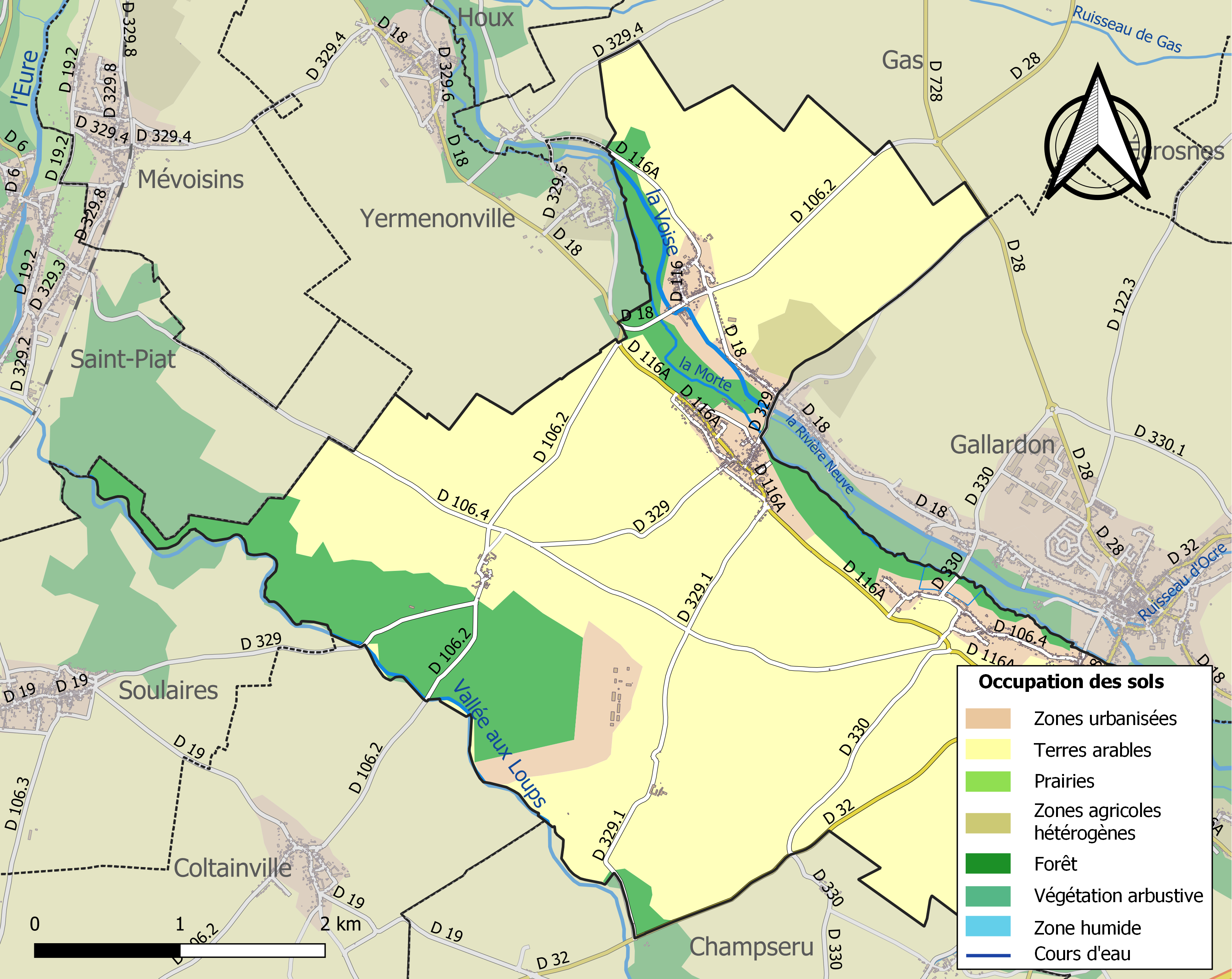
Carte des infrastructures et de l'occupation des sols de la commune en 2018 (CLC).

### Risques majeurs
Le territoire de la commune de Bailleau-Armenonville est vulnérable à différents aléas naturels : météorologiques (tempête, orage, neige, grand froid, canicule ou sécheresse), inondations, mouvements de terrains et séisme (sismicité très faible). Il est également exposé à un risque technologique, le transport de matières dangereuses. Un site publié par le BRGM permet d'évaluer simplement et rapidement les risques d'un bien localisé soit par son adresse soit par le numéro de sa parcelle.

#### Risques naturels
Certaines parties du territoire communal sont susceptibles d’être affectées par le risque d’inondation par débordement de cours d'eau, par ruissellement et coulée de boue et par une crue à  débordement lent de cours d'eau, notamment la Voise et la Vallée aux Loups. La commune a été reconnue en état de catastrophe naturelle au titre des dommages causés par les inondations et coulées de boue survenues en 1983, 1994, 1999 et 2016,.

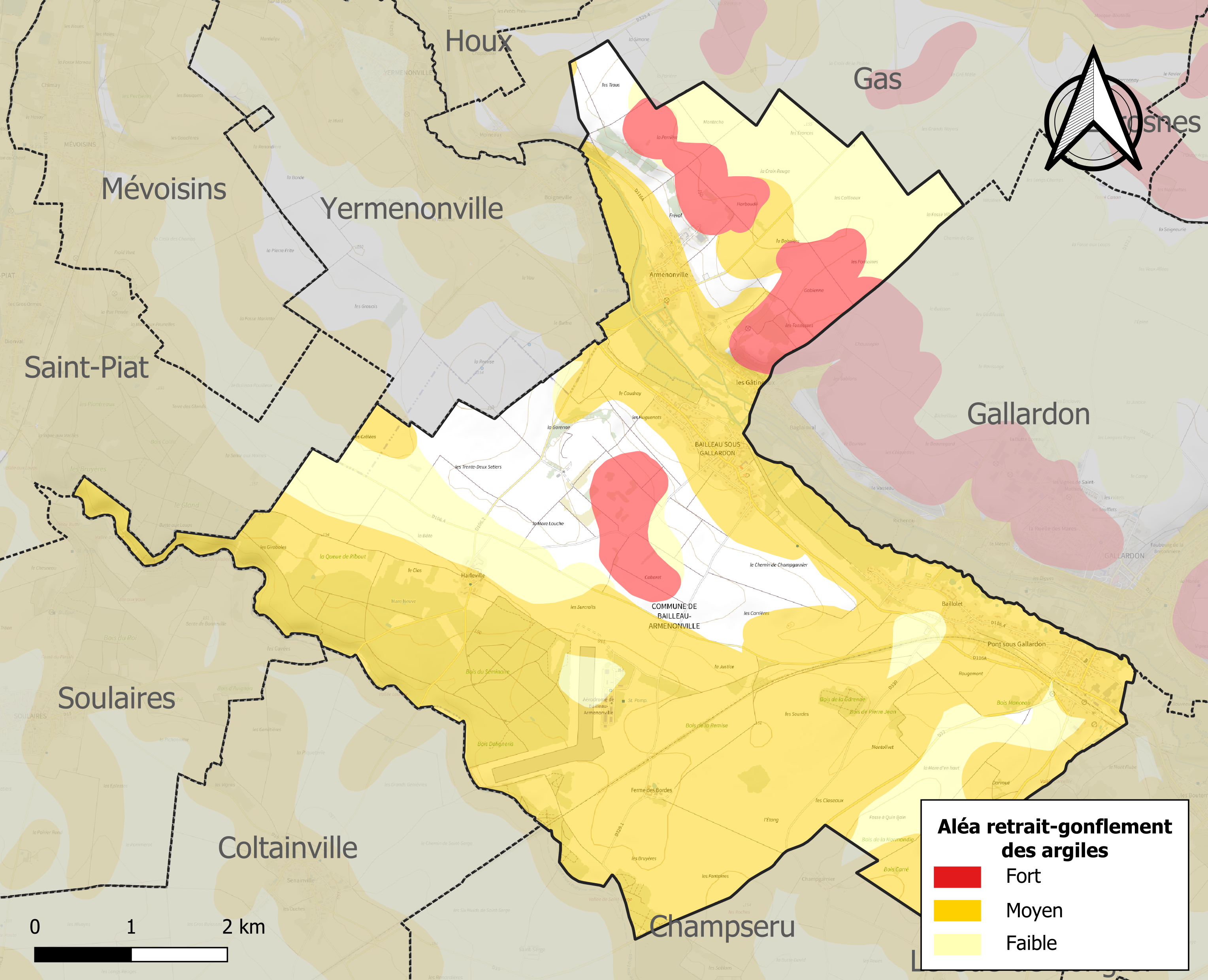
Carte des zones d'aléa retrait-gonflement des sols argileux de Bailleau-Armenonville.

Les mouvements de terrains susceptibles de se produire sur la commune sont des affaissements et effondrements liés aux cavités souterraines. L'inventaire national des cavités souterraines permet de localiser celles situées sur la commune.
Le retrait-gonflement des sols argileux est susceptible d'engendrer des dommages importants aux bâtiments en cas d’alternance de périodes de sécheresse et de pluie. 68,5 % de la superficie communale est en aléa moyen ou fort (52,8 % au niveau départemental et 48,5 % au niveau national). Sur les 573 bâtiments dénombrés sur la commune en 2019, 560 sont en aléa moyen ou fort, soit 98 %, à comparer aux 70 % au niveau départemental et 54 % au niveau national. Une cartographie de l'exposition du territoire national au retrait gonflement des sols argileux est disponible sur le site du BRGM,.
Concernant les mouvements de terrains, la commune a été reconnue en état de catastrophe naturelle au titre des dommages causés par des mouvements de terrain en 1999.

#### Risques technologiques
Le risque de transport de matières dangereuses sur la commune est lié à sa traversée par des infrastructures routières ou ferroviaires importantes ou la présence d'une canalisation de transport d'hydrocarbures. Un accident se produisant sur de telles infrastructures est en effet susceptible d’avoir des effets graves au bâti ou aux personnes jusqu’à 350 m, selon la nature du matériau transporté. Des dispositions d’urbanisme peuvent être préconisées en conséquence.

## Toponymie
Depuis la réunion le 7 décembre 1972 de Bailleau-sous-Gallardon et d'Armenonville-les-Gâtineaux, la nouvelle commune prend le nom de Bailleau-Armenonville.
Bailleau et attesté sous les formes Baillolium vers 1250, Balliolum sub Galardone en 1626, Saint Martin de Bailleau sous Gallardon en 1736, 
Il existe trois Bailleau en Eure-et-Loir, tous trois dans l’arrondissement de Chartres:  Bailleau-l'Évêque, Bailleau-le-Pin et Bailleau-Armenonville. Voir Bailleau-le-Pin

## Histoire

### Époque moderne
La région connut de nombreuses attaques de loup dans les années 1680. Jean de Loucelles, curé du village d'Armenonville depuis 1679, fera alors en 1685 un recensement précis de celles-ci, interrogeant les curés de la région (un triangle entre Versailles, Rambouillet et Armenonville). Il identifiera ainsi cent quatre-vingt-dix décès, principalement des femmes et des enfants, provoqués par ces attaques.
Jean de Loucelles pensait que les loups avaient suivi les armées du roi à leur retour de la guerre de Hollande. Son travail sera présenté à Louis XIV lors d'un déplacement de celui-ci à Chartres pour un pèlerinage. Le roi accordera neuf cents livres pour secourir les blessés et enverra la Grande louveterie dans la région pour tuer les loups.
Mais cela sembla avoir déplacé le problème, puisque quelques années plus tard, de nombreuses attaques de loup seront signalées dans la région de Chartres, un peu plus au sud.

### Époque contemporaine

#### XXesiècle
- Le 6 novembre 1972, la fusion entre les communes de Bailleau-sous-Gallardon et Armenonville-les-Gâtineaux est notifiée par la préfecture d'Eure-et-Loir.
- En août 1989, la décharge d'Harleville qui accueille des déchets non dangereux, est utilisée par le centre CEA de Saclay pour des boues séchées issues de fosses de décantation des eaux industrielles du site de l'Orme-des-Merisiers.

### Enseignement

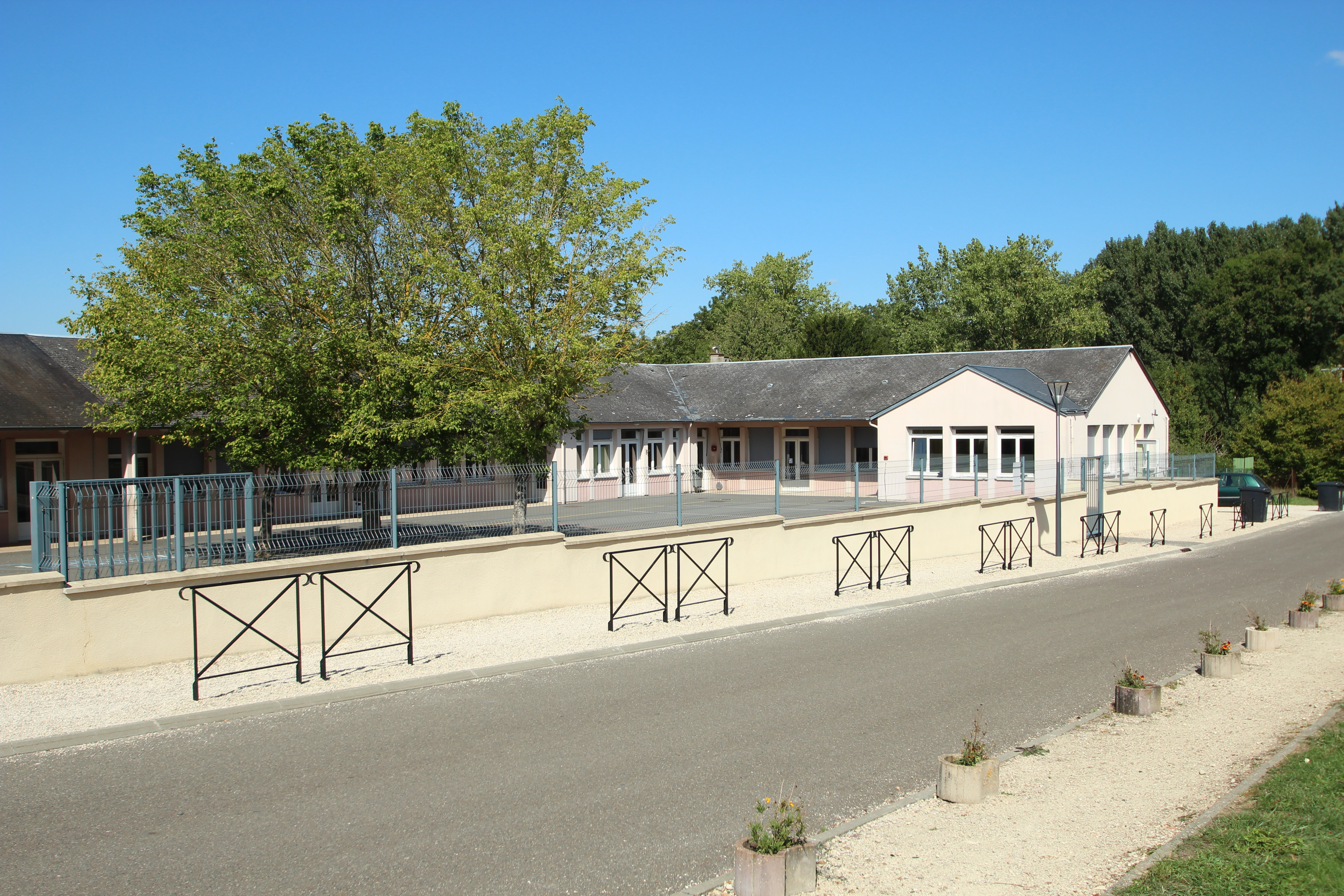
L'école de Bailleau-Armenonville.

## Politique et administration

### Liste des maires

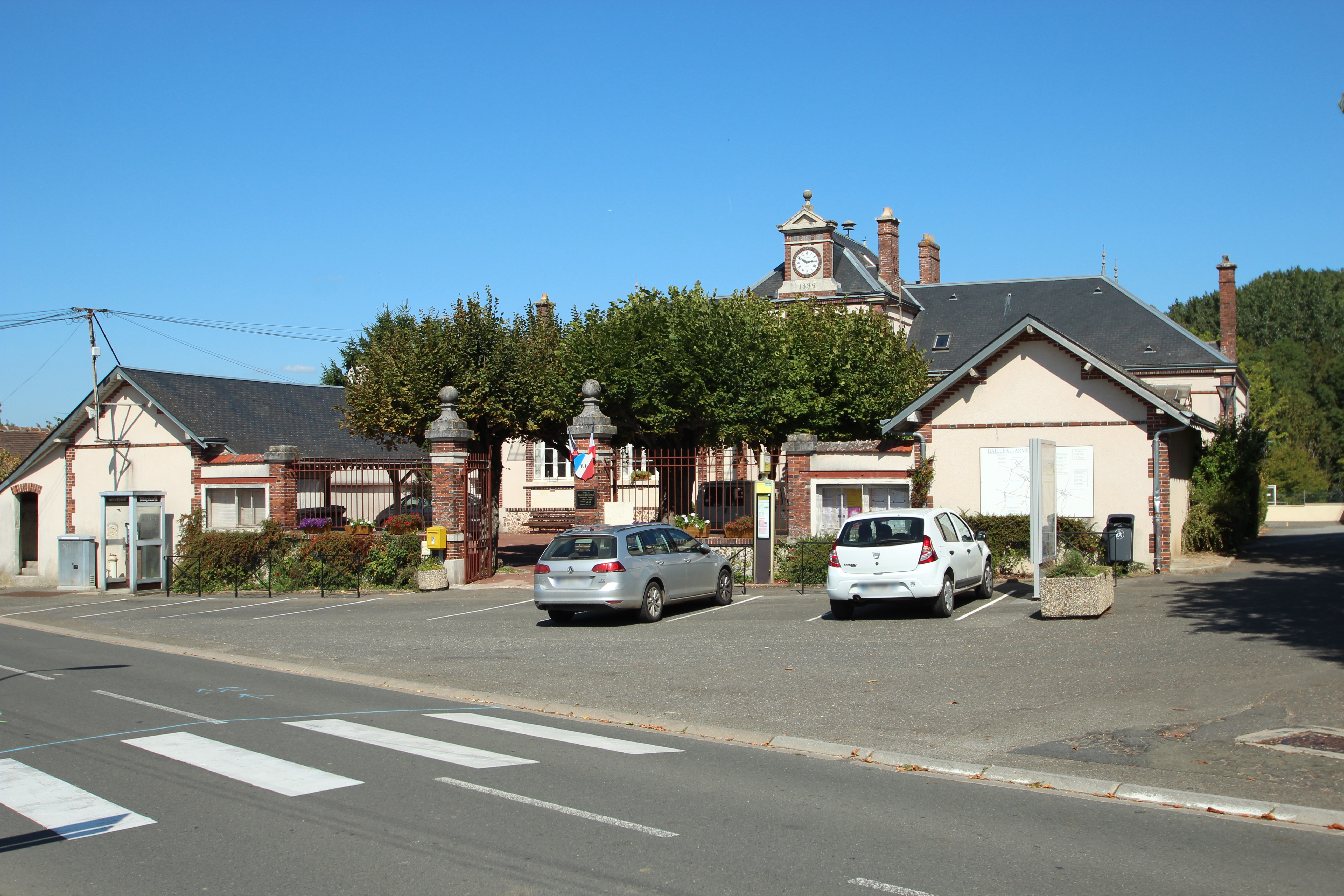
La mairie.

| Période                                  | Période  | Identité        | Étiquette | Qualité                                         |
| ---------------------------------------- | -------- | --------------- | --------- | ----------------------------------------------- |
| mars 2001                                | En cours | Gérald Garnier, |           | Ancien artisan, commerçant ou chef d'entreprise |
| Les données manquantes sont à compléter. |          |                 |           |                                                 |

## Population et société

### Démographie
L'évolution du nombre d'habitants est connue à travers les recensements de la population effectués dans la commune depuis 1793. Pour les communes de moins de 10 000 habitants, une enquête de recensement portant sur toute la population est réalisée tous les cinq ans, les populations de référence des années intermédiaires étant quant à elles estimées par interpolation ou extrapolation. Pour la commune, le premier recensement exhaustif entrant dans le cadre du nouveau dispositif a été réalisé en 2007.

En 2022, la commune comptait 1 322 habitants, en évolution de −5,5 % par rapport à 2016 (Eure-et-Loir : −0,23 %, France hors Mayotte : +2,11 %).
| 1793 | 1800 | 1806 | 1821 | 1831 | 1836 | 1841 | 1846 | 1851 |
| ---- | ---- | ---- | ---- | ---- | ---- | ---- | ---- | ---- |
| 600  | 528  | 635  | 701  | 689  | 678  | 691  | 701  | 666  |

| 1856 | 1861 | 1866 | 1872 | 1876 | 1881 | 1886 | 1891 | 1896 |
| ---- | ---- | ---- | ---- | ---- | ---- | ---- | ---- | ---- |
| 658  | 680  | 694  | 643  | 645  | 609  | 600  | 665  | 651  |

| 1901 | 1906 | 1911 | 1921 | 1926 | 1931 | 1936 | 1946 | 1954 |
| ---- | ---- | ---- | ---- | ---- | ---- | ---- | ---- | ---- |
| 678  | 676  | 716  | 598  | 603  | 602  | 603  | 601  | 564  |

| 1962 | 1968 | 1975 | 1982 | 1990  | 1999  | 2006  | 2007  | 2012  |
| ---- | ---- | ---- | ---- | ----- | ----- | ----- | ----- | ----- |
| 543  | 580  | 727  | 818  | 1 044 | 1 179 | 1 322 | 1 342 | 1 422 |

| 2017  | 2022  | - | - | - | - | - | - | - |
| ----- | ----- | - | - | - | - | - | - | - |
| 1 386 | 1 322 | - | - | - | - | - | - | - |

### Manifestations culturelles et festivités
- La principale attraction touristique de la commune est le vélo-rail ou cyclo-draisine, établi dans l'ancienne gare de Pont-sous-Gallardon[26] et qui traverse une grande partie de la commune.
- D'autre part, l'aérodrome de Bailleau-Armenonville est une des rares plateformes européennes à avoir été entièrement conçue et construite pour la pratique du vol à voile[27].

## Culture locale et patrimoine

### Lieux et monuments
- Église Saint-Pierre-et-Saint-Paul d'Armenonville, classée monument historique en 1942[28]. L'édifice a été reconstruit au XVIIe siècle ;
- Église Saint-Martin de Bailleau-sous-Gallardon.

Église Saint-Martin de Bailleau-sous-Gallardon
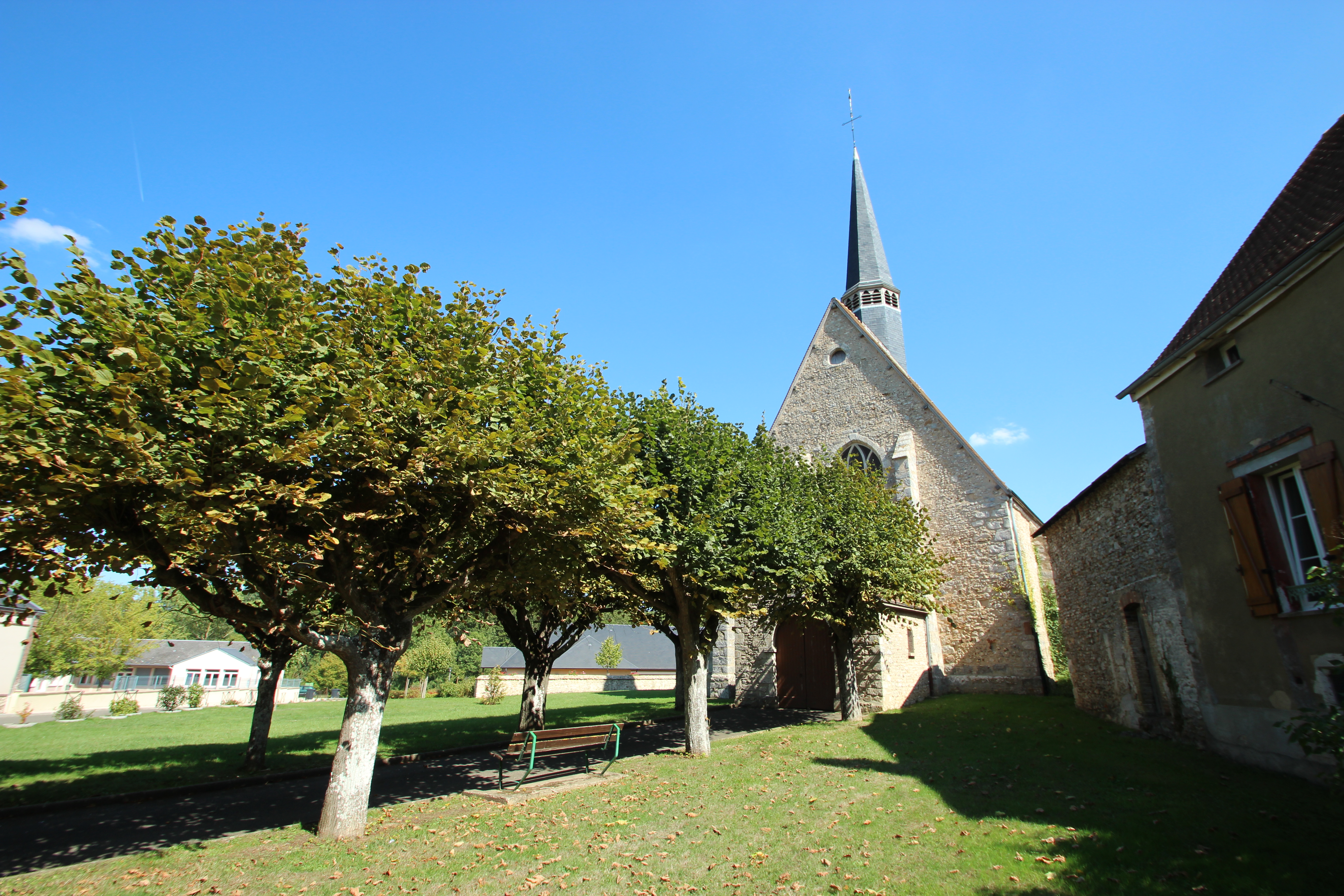
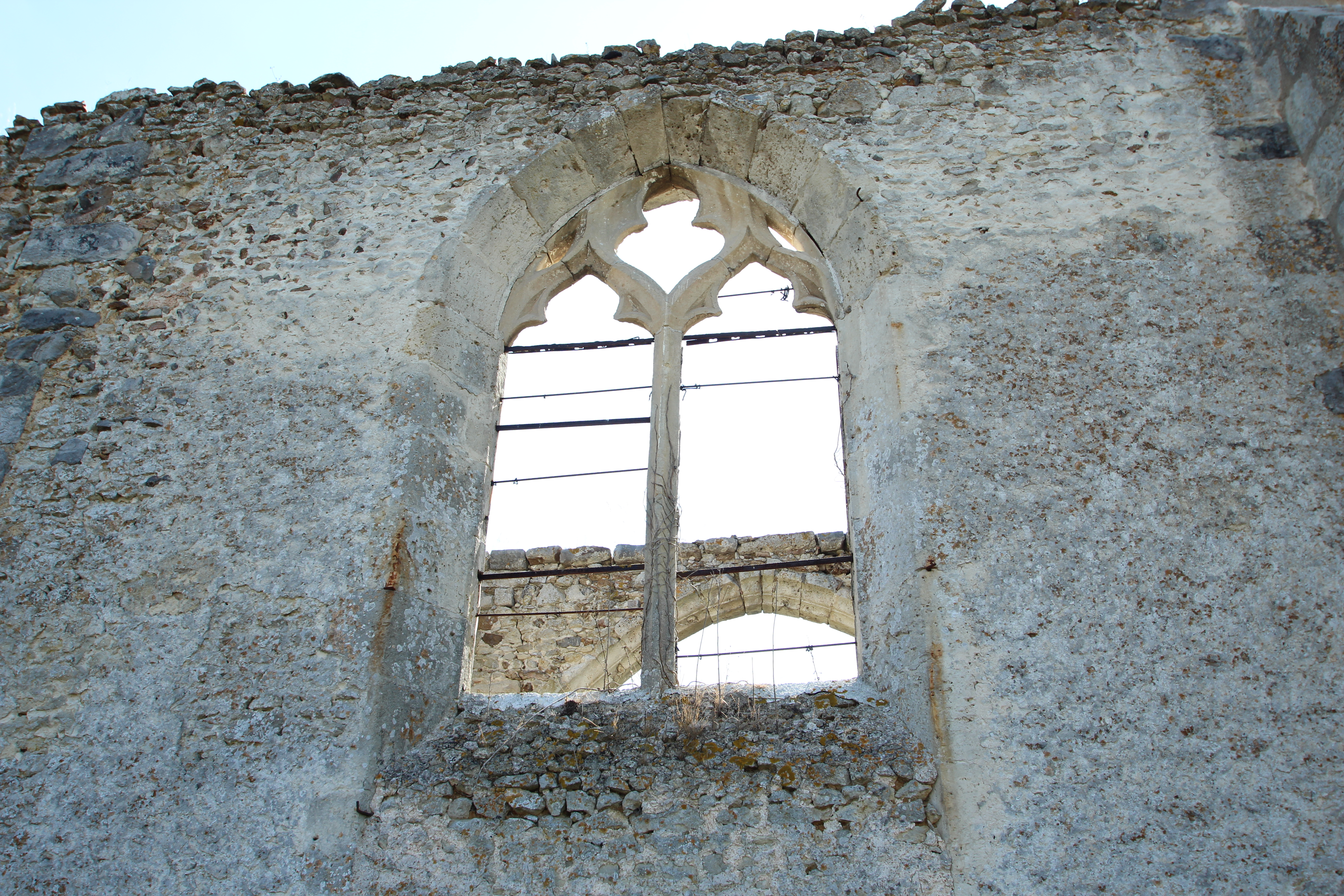
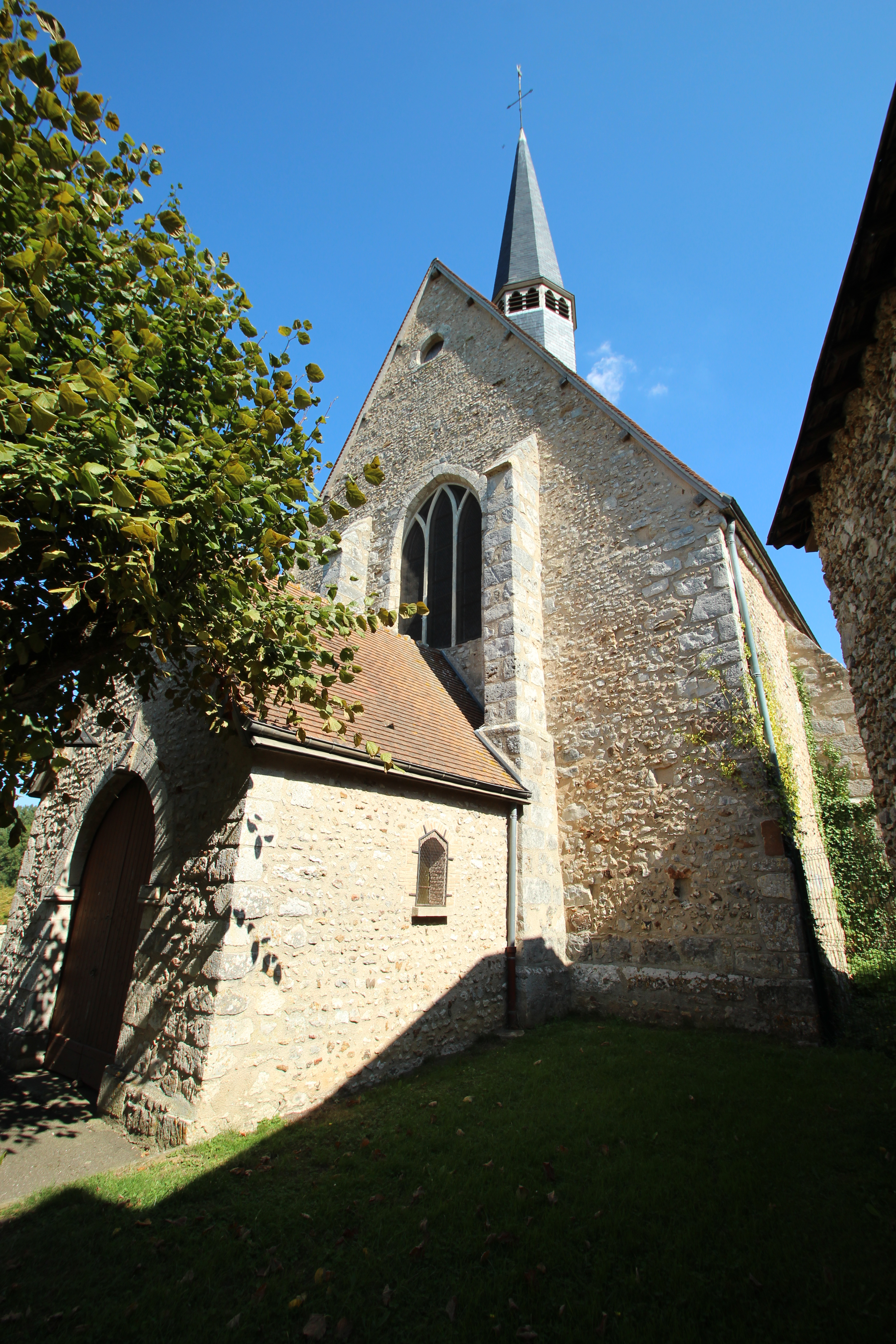
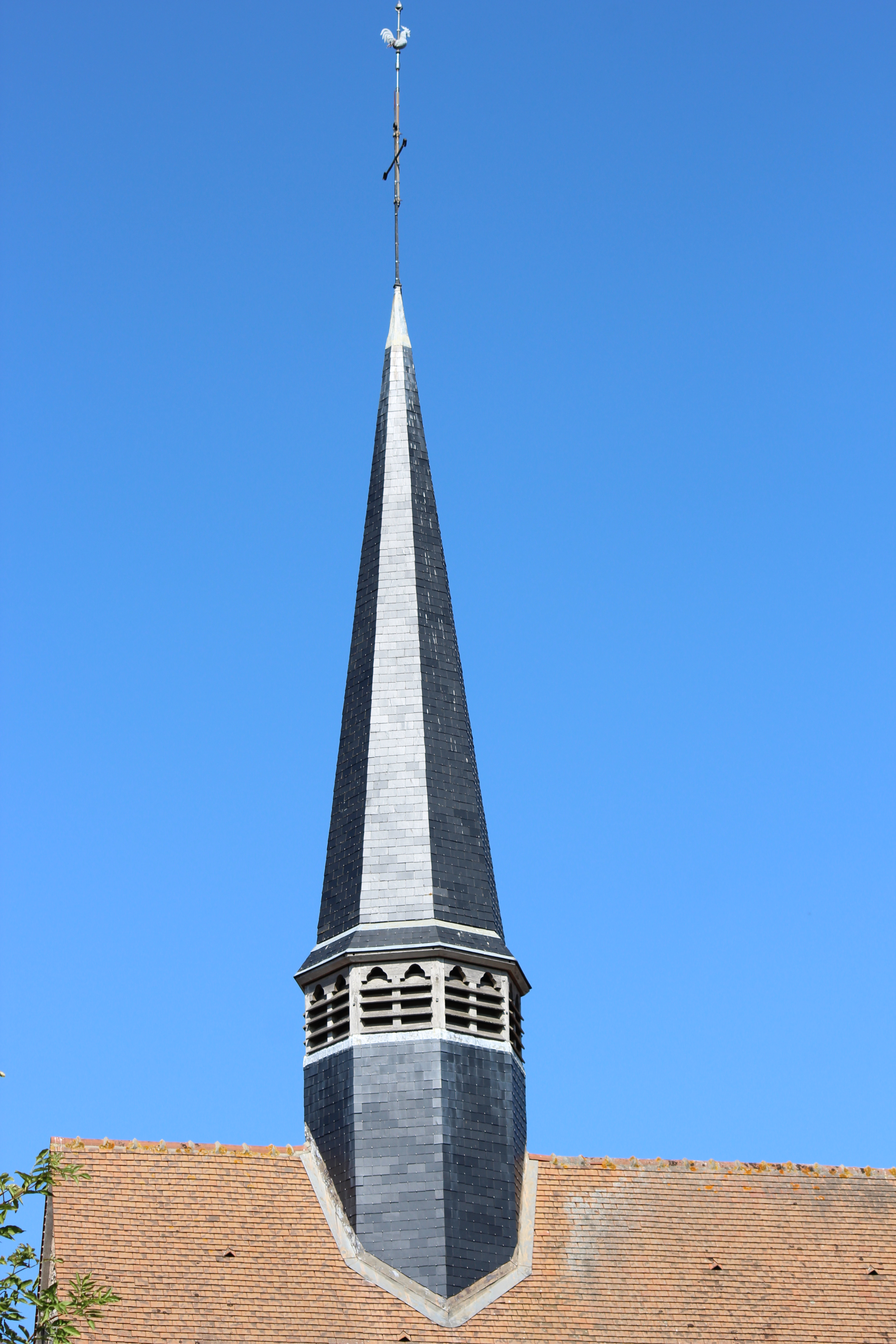
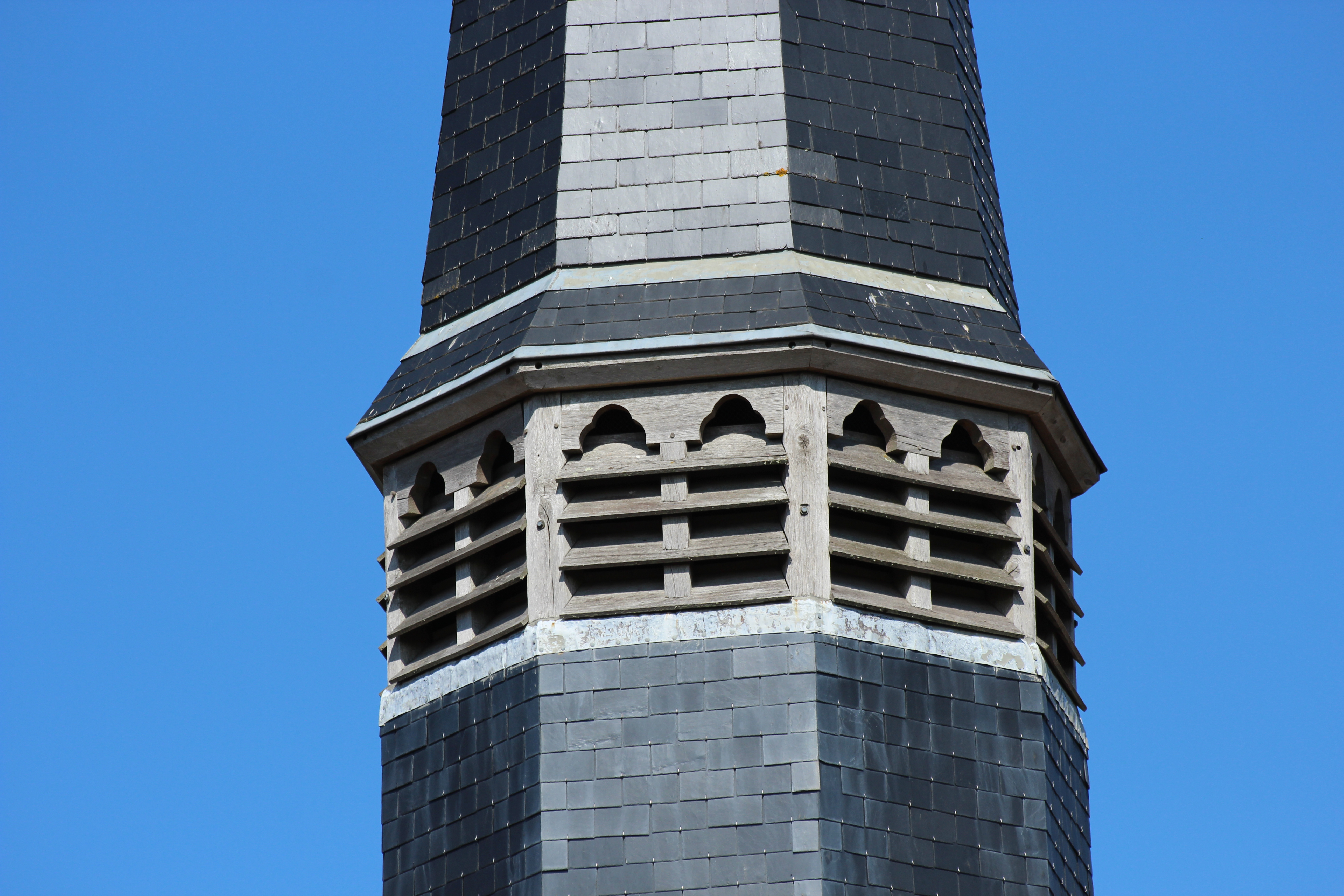

#### Lieux de tournage
- La commune est connue pour avoir été le lieu de tournage de nombreuses séquences du film La guerre des boutons d'Yves Robert en 1962.
- En 1979, Georges Lautner enregistra également quelques séquences du film Flic ou Voyou sous le pont de Pont-sous-Gallardon[29].